# Rio Manuel Jorge
Der Rio Manuel Jorge (auch: Rio Manoel Gorge, Rio Manoel Jorje) ist ein Fluss im Distrikt Mé-Zóchi auf der Insel São Tomé im Inselstaat São Tomé und Príncipe.

## Geographie
Der Fluss entsteht am Hang von Bussaco und Pedroma bei Guegue Norte. Er verläuft nach Osten und mündet bei Praia Melão in den Atlantik.